# Ernest Albert Le Souef
Ernest Albert Le Souef (ur. 13 września 1869 w Melbourne, zm. 27 listopada 1937 w Margaret River) – australijski zoolog, syn Alberta Alexander Cochrane Le Souef. Dyrektor ogrodu zoologicznego w Perth od założenia ogrodu w 1898, aż do 1935. W latach 1919–1932 wykładał na Uniwersytecie Australii Zachodniej.